# Evolution Studios
Evolution Studios Ltd. è stata un'azienda britannica sviluppatrice di videogiochi. L'azienda è stata fondata nel 1999 da Martin Kenwright (Digital Image Design) e Ian Hetherington (Psygnosis), ha sede sede nel Runcorn, Cheshire.
Entrambi gli studi, Evolution e Bigbig Studios, sono stati acquistati da Sony Computer Entertainment nel mese di settembre del 2007, L'azienda è famosa per la serie WRC, MotorStorm e l'ultimo gioco Driveclub per PS4. Essi affermano di aver registrato il nome del gioco quasi 10 anni fa, ma che erano in attesa della tecnologia per creare il gioco.
Il 22 marzo 2016 Sony ne annuncia la chiusura, in seguito a una revisione delle divisioni di SCE Worldwide Studios.
L'11 aprile 2016 Codemasters annuncia che ha assunto diversi dipendenti di Evolution Studios.

## Videogiochi sviluppati
| Titolo                        | Anno | Piattaforma                     |
| ----------------------------- | ---- | ------------------------------- |
| WRC: World Rally Championship | 2001 | PlayStation 2                   |
| WRC II Extreme                | 2002 | PlayStation 2                   |
| WRC 3                         | 2003 | PlayStation 2                   |
| WRC 4                         | 2004 | PlayStation 2                   |
| WRC: Rally Evolved            | 2005 | PlayStation 2                   |
| MotorStorm                    | 2006 | PlayStation 3                   |
| MotorStorm: Pacific Rift      | 2008 | PlayStation 3                   |
| MotorStorm: Apocalypse        | 2011 | PlayStation 3                   |
| MotorStorm: RC                | 2012 | PlayStation 3, PlayStation Vita |
| Driveclub                     | 2014 | PlayStation 4                   |
| Driveclub Bikes               | 2015 | PlayStation 4                   |